# 杜威山
65°54′S 64°19′W / 65.900°S 64.317°W
杜威山（英語：Mount Dewey），是南極洲的山峰，位於葛拉漢地的葛拉漢海岸，處於基奧普斯山東南面15公里，海拔高度1,830米，由英國探險隊繪入地圖，現時由南極條約體系管理。